# Скачки (кузнечики)
Скачки (лат. Platycleidini) — триба кузнечиков, длинноусых прямокрылых насекомых из семейства Tettigoniidae. Небольшие кузнечики с длиной тела обычно около 2 см, в редких случаях до 4 см. Окраска в серых, бурых и зеленых тонах. Яйцеклад у самок короткий и загнут вверх. Скачки широко распространены в Северном полушарии: на большей части Евразии и Северной Америки, в Северной и Восточной Африке, на юго-востоке Австралии. Наиболее многочисленны в умеренной и субтропической зонах, в тропиках и полярных регионах встречаются редко.

## Классификация
К скачкам относят следующие роды кузнечиков:
- Группа родов Metrioptera Zeuner, 1941
  - Род Bicolorana Zeuner, 1941
  - Род Metrioptera Wesmaël, 1838
  - Род Roeseliana Zeuner, 1941
  - Род Sphagniana Zeuner, 1941
  - Род Zeuneriana Ramme, 1951
- Группа родов Platycleis Brunner von Wattenwyl, 1893
  - Род Alticolana Zeuner, 1941
  - Род Eumetrioptera Miram, 1935
  - Род Incertana Zeuner, 1941
  - Род Montana Zeuner, 1941
  - Род Parnassiana Zeuner, 1941
  - Род Platycleis Fieber, 1853
  - Род Semenoviana Zeuner, 1941
  - Род Sepiana Zeuner, 1941
  - Род Sporadiana Zeuner, 1941
  - Род Squamiana Zeuner, 1941
  - Род Tessellana Zeuner, 1941
  - Род Yalvaciana Çiplak, Heller & Demirsoy, 2002
- Род Afghanoptera Ramme, 1952
- Род Amedegnatiana Massa & Fontana, 2011
- Род Anabrus Haldeman, 1852
- Род Anonconotus Camerano, 1878
- Род Antaxius Brunner von Wattenwyl, 1882
- Род Anterastes Brunner von Wattenwyl, 1882
- Род Ariagona Krauss, 1892
- Род Austrodectes Rentz, 1985
- Род Broughtonia Harz, 1969
- Род Bucephaloptera Ebner, 1923
- Род Chizuella Furukawa, 1950
- Род Clinopleura Scudder, 1894
- Род Decticita Hebard, 1939
- Род Decticoides Ragge, 1977
- Род Eobiana Bey-Bienko, 1949
- Род Eremopedes Scudder, 1897
- Род Festella Giglio-Tos, 1894
- Род Hermoniana Broza, Ayal & Pener, 2004
- Род Hypsopedes Bey-Bienko, 1951
- Род Idiostatus Pictet, 1888
- Род Inyodectes Rentz & Birchim, 1968
- Род Koroglus Ünal, 2002
- Род Modestana Beier, 1955
- Род Pachytrachis Uvarov, 1940
- Род Pediodectes Rehn & Hebard, 1916
- Род Peranabrus Scudder, 1894
- Род Petropedes Tinkham, 1972
- Род Plicigastra Uvarov, 1940
- Род Pravdiniana Sergeev & Pokivajlov, 1992
- Род Pterolepis Rambur, 1838
- Род Raggeana Pener, Broza & Ayal, 1971
- Род Rammeola Uvarov, 1934
- Род Rhacocleis Fieber, 1853
- Род Sardoplatycleis Massa & Fontana, 2011
- Род Schizonotinus Ramme, 1948
- Род Steiroxys Herman, 1874
- Род Vichetia Harz, 1969
- Род Yersinella Ramme, 1933

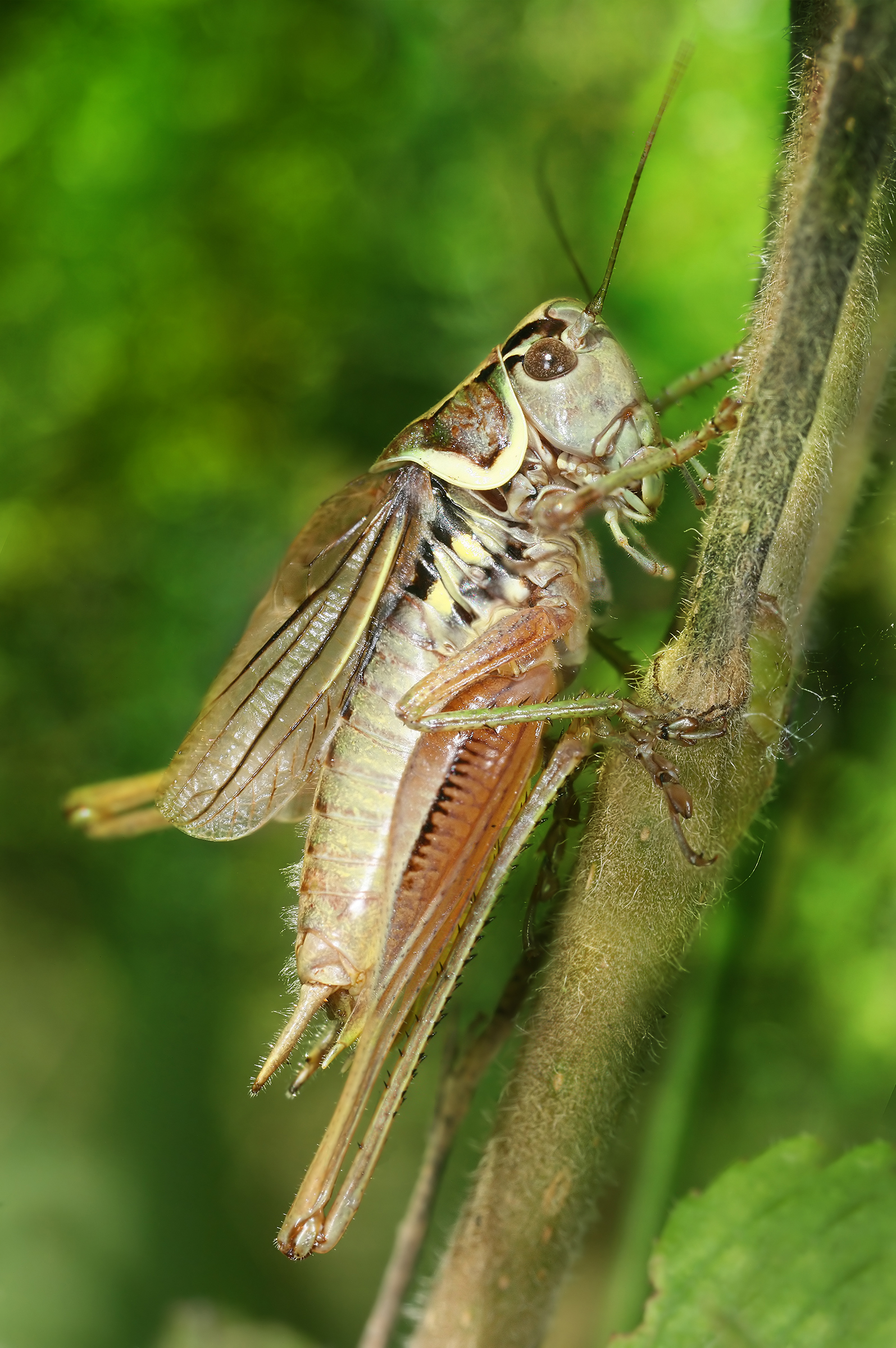
Скачок Резеля (Roeseliana roeselii), самец
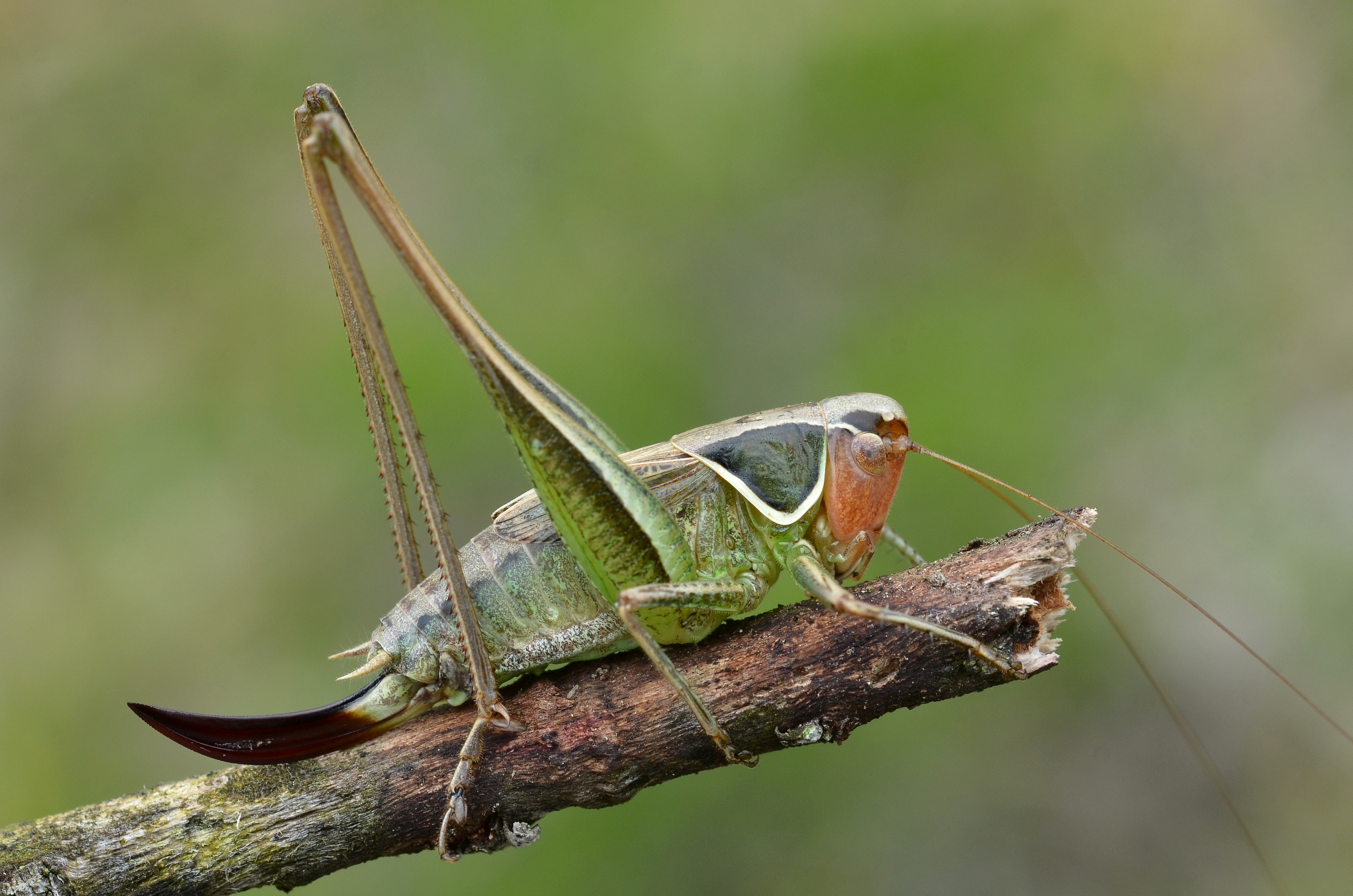
Коричневый скачок (Sepiana sepium), самка
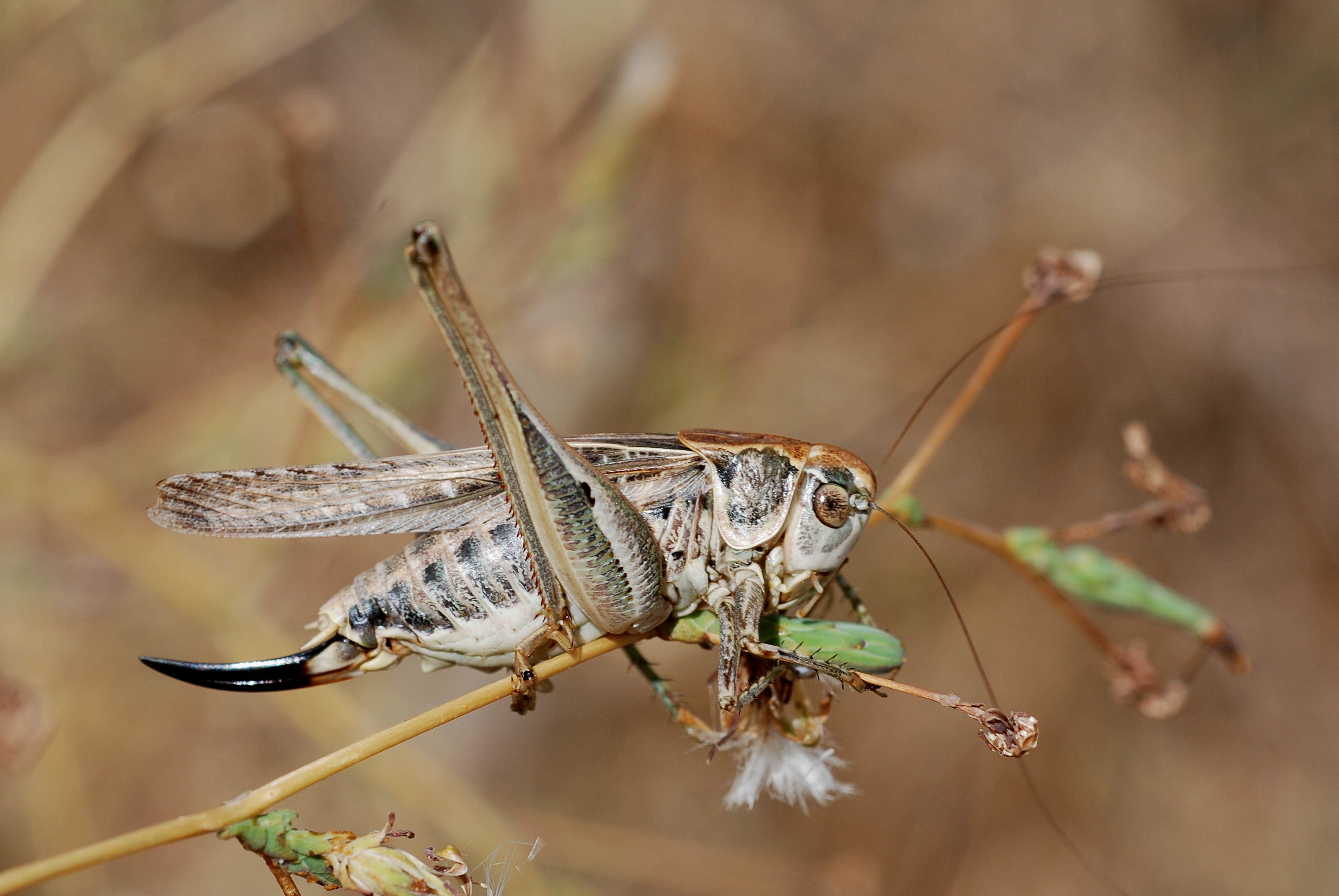
Сходный скачок (Platycleis affinis), самка
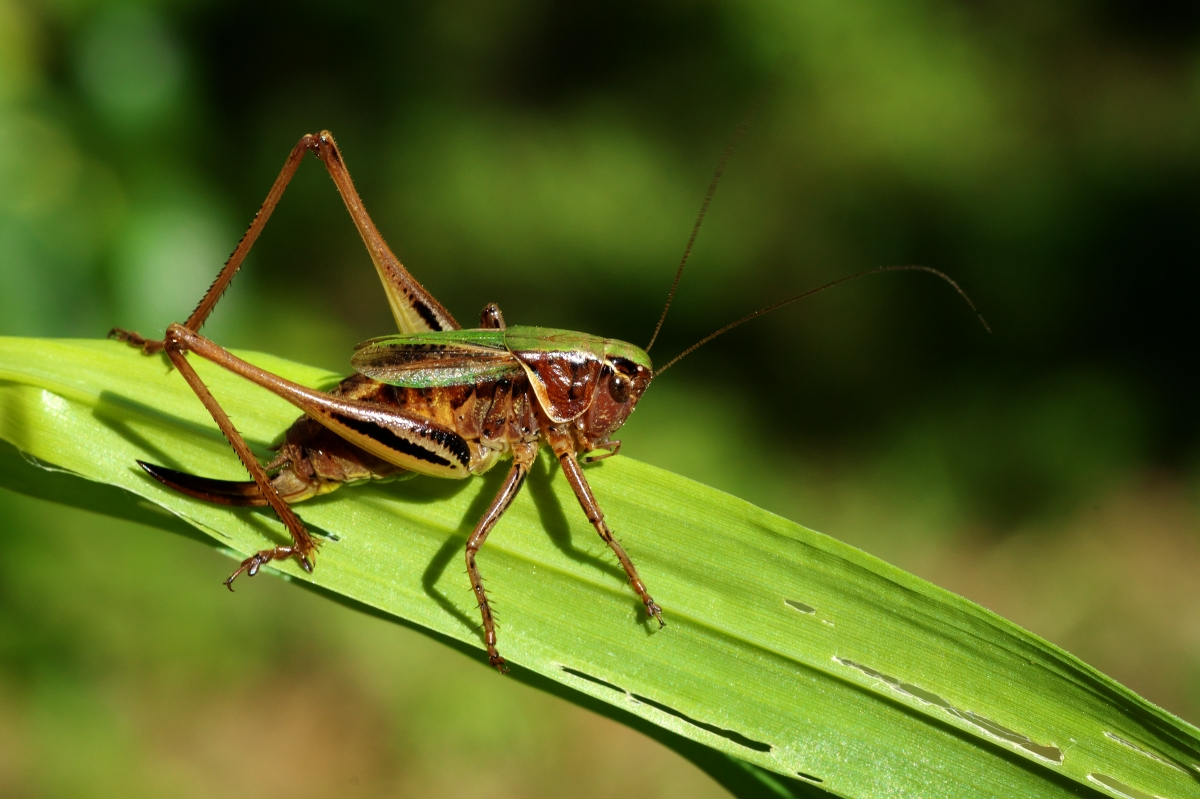
Короткокрылый скачок (Metrioptera brachyptera), самка
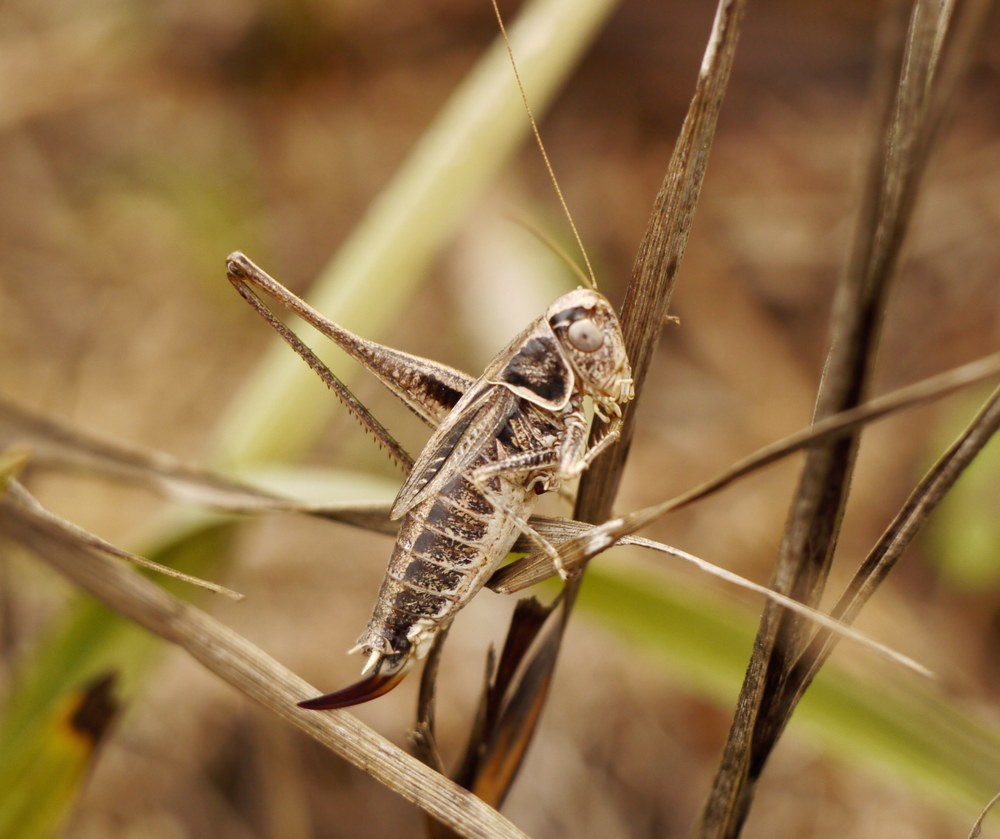
Полосатый скачок (Tessellana veyseli), самка
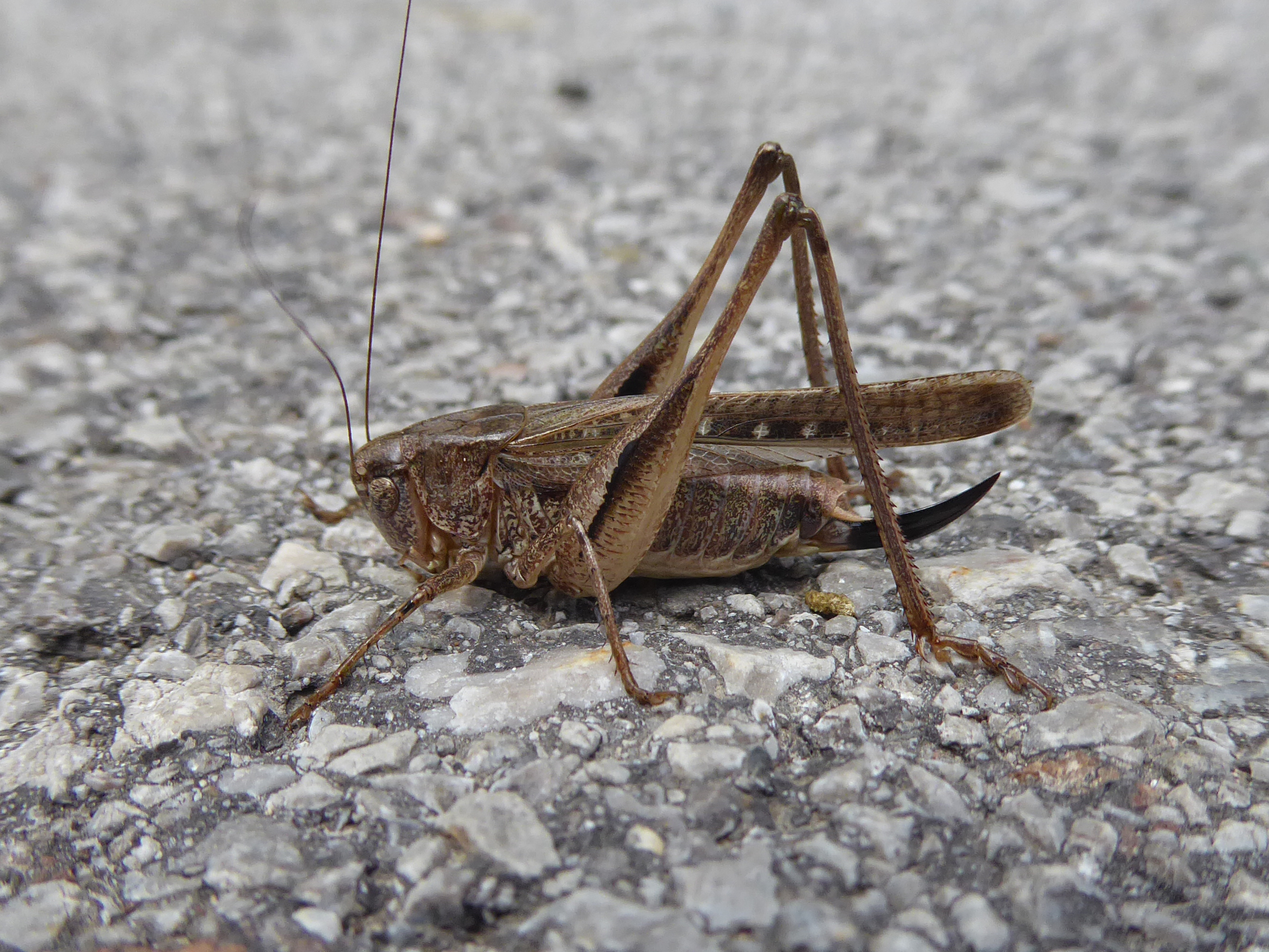
Серый скачок (Platycleis grisea), самка
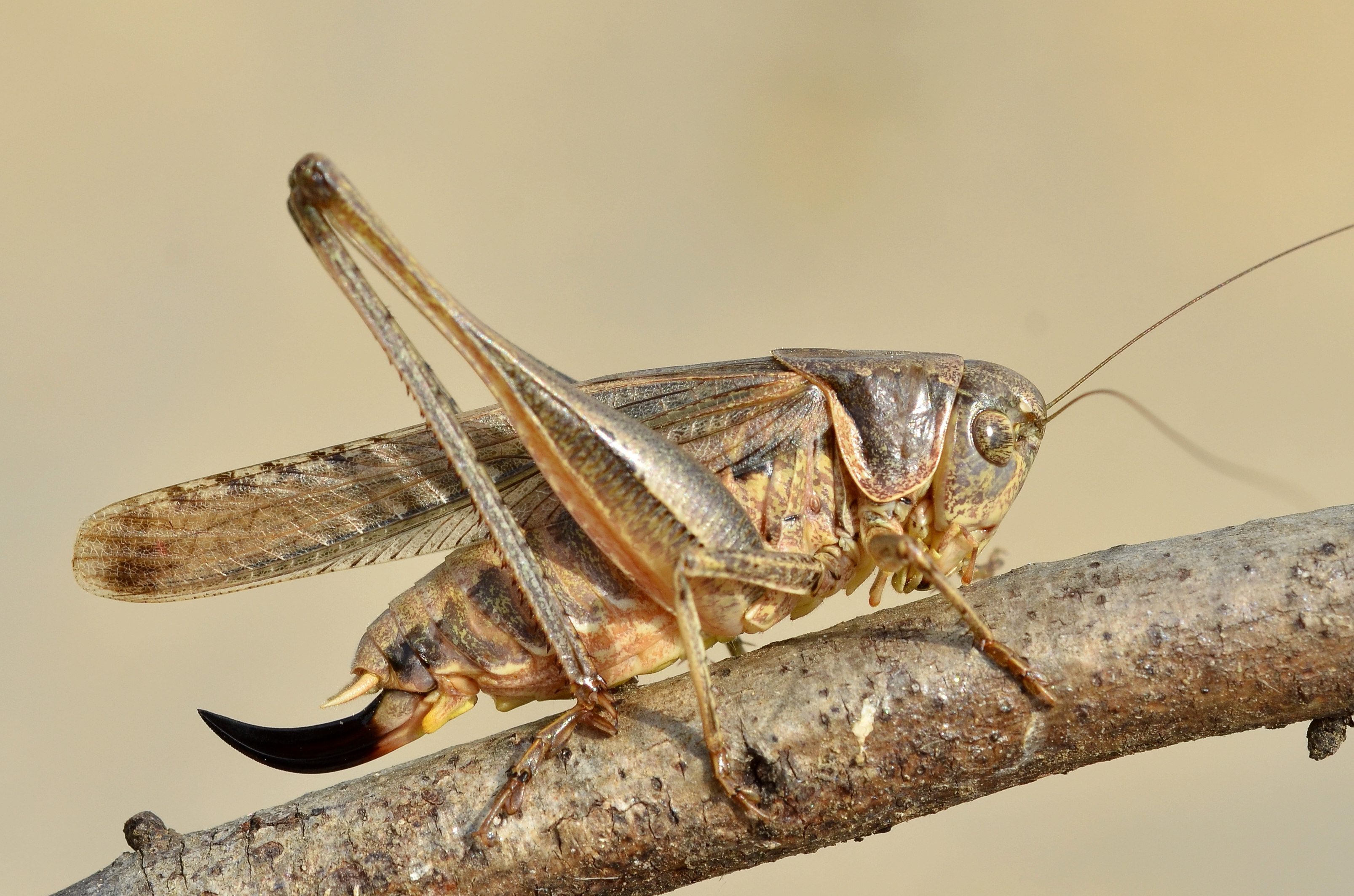
Platycleis falx, самка
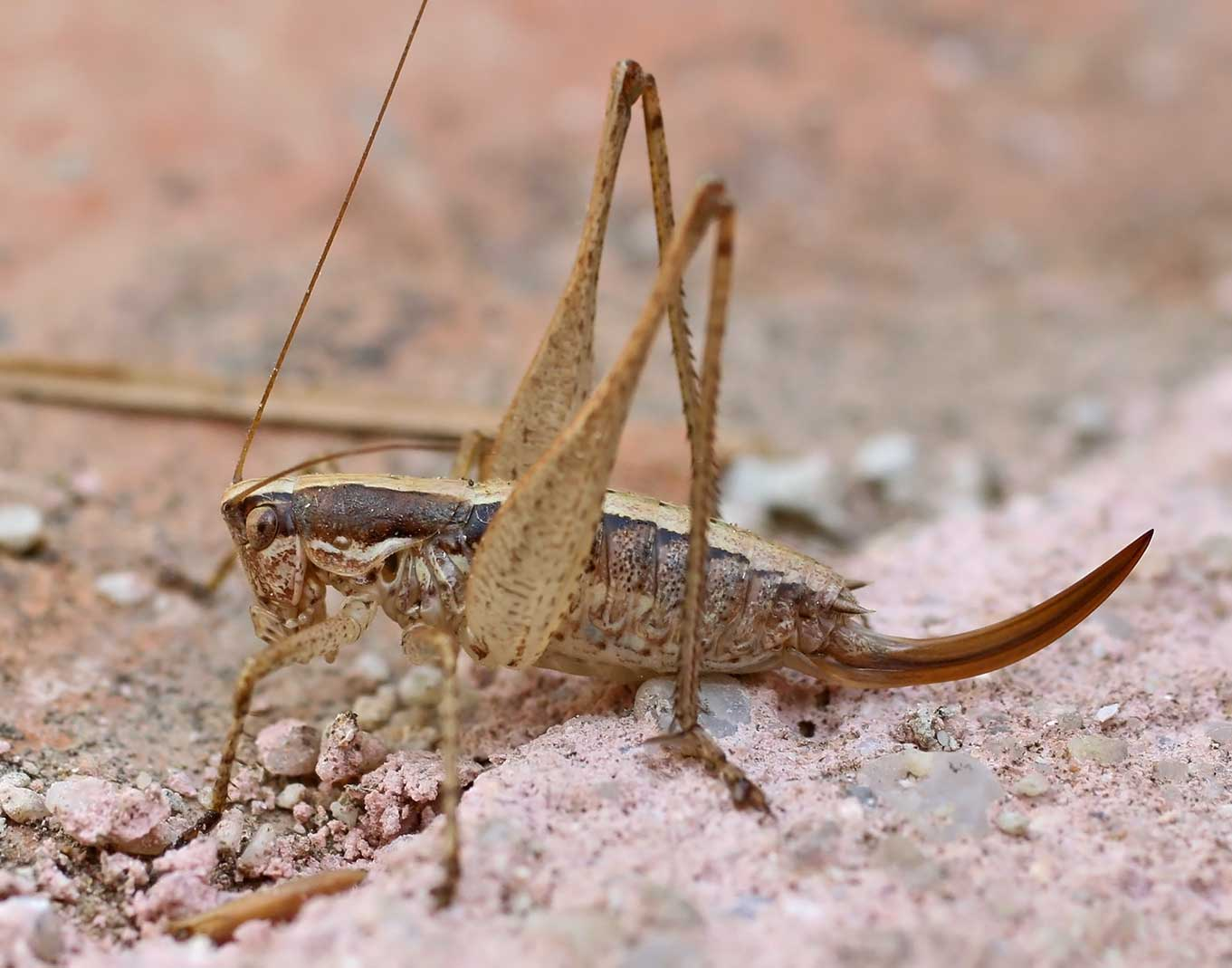
Yersinella raymondi, самка